# Wranino
Wranino (bułg. Вранино) – wieś w Bułgarii, w obwodzie Dobricz, w gminie Kawarna. Według danych szacunkowych Ujednoliconego Systemu Ewidencji Ludności oraz Usług Administracyjnych dla Ludności, 15 czerwca 2022 roku miejscowość liczyła 257 mieszkańców.
We wsi otwarto szkołę podstawową im. „Św. Cyryla i Metodego” w 1866 r.